# Ambroise Thomas
Charles Louis Ambroise Thomas, född den 5 augusti 1811 i Metz, död den 12 februari 1896 i Paris, var en fransk tonsättare.

## Biografi
Thomas var son till en fransk musiklärare och fick en grundlig musikalisk utbildning hos Friedrich Kalkbrenner och Jean-François Lesueur vid Conservatoire de Paris och fick till slut Rompriset och reste till Italien för att studera ytterligare.
1837 återvände han till Paris och började komponera 15 operor för Opéra-Comique, bland vilka märks La double échelle (1837), Angélique et Médor (1843), Le Caïd (1849) och Le Songe d'une nuit d'été (1850), varav den sista gjorde sådan succé att Thomas valdes till Spontinis efterträdare i Académie Française 1851, och från 1856 var han även professor vid konservatoriet i Paris där han komponerade La Cour de Célimène (1855) och Le Roman d'Elvire (1860).
Efter Charles Gounods succé med operan Faust (1859) kände Thomas sig inspirerad att själv komponera en opera i Gounods känslosamma stil. Resultatet blev Opéra-Comiquen Mignon (1866), efter Goethes Wilhelm Meisters Lehrjahre, och med denna försäkrade sig Thomas världsberömmelse. Operan är en fri bearbetning i genomromantisk anda av Goethes förlaga. I operan konstrueras ett kärleksförhållande mellan Wilhelm Meister och Mignon, en kärlek som i romanen bara är antydd, och ensidig från Mignons sida. Medan Goethe i romanen hade låtit den olyckliga Mignon dö på gränsen mellan barndom och vuxenliv, slutar operan lyckligt för henne.
Thomas' nästa opera Hamlet (1868), efter Shakespeares skådespel fick inte lika mycket berömmelse med sina 300 uppföranden innan århundradet var slut, men den blev ändå en succé när den svenska sopranen Kristina Nilsson kreerade huvudrollen Ofelia, man ansåg att han inte var tillräckligt begåvad för det tunga ämnet, men han har fångat den kusliga stämningen i esplanadscenen i första akten perfekt.
Efter Aubers död 1871 blev Thomas direktör för musikkonservatoriet i Paris, där han stod för den nykonservativa stilen.
Han komponerade bara två operor till efter Hamlet, Gille et Gillotin (1874) och Françoise de Rimini (1882), vilka aldrig fick fotfäste i repertoaren.
De sista tjugofem åren av sitt liv blev Thomas inåtvänd och en enstöring och köpte sig en granitgrav åt sig själv på en ö utanför den franska kusten men fick en storstilad begravning på Montmartre i Paris (där Jules Massenet höll tal), eftersom hans Mignon var en lika stor succé när han dog som vid premiären. Mignon hade uppförts över 1000 gånger vid hans död 1896 och var Frankrikes mest omtyckta opera vid tidpunkten. Vid tiden för andra världskriget hade den uppförts över 2000 gånger. Senare har dock populariteten mattats av och operan uppförs någon gång då och då.
Thomas skrev sammanlagt tjugo operor. Hans operastil sägs ligga i ett hybridtillstånd - den är inte längre grand opéra och inte ännu opéra-comique .  Andra kompositioner är baletter, sånger och instrumentalverk, med mera.
Trots att Thomas var distingerad ledare för Pariskonservatoriet från 1871, hade andra kompositörer blandade känslor om hans musik. Hector Berlioz anmärkte en gång elakt att "det finns tre sorters musik - god musik, dålig musik och Ambroise Thomas musik!"